# Орден Дружбы (Южная Осетия)
Орден Дружбы (осет. Хæлардзинады орден) — награда частично признанной Республики Южная Осетия.

## Статут
Орден учреждён в ознаменование 15-летия образования Республики Южная Осетия для награждения за большие заслуги в укреплении дружбы и развитии сотрудничества между народами, за значительный вклад в экономическое, государственно-политическое и культурное развитие РЮО.
Орденом награждаются граждане РЮО и иностранных государств. Орденом могут быть награждены также лица без гражданства.
Награждение орденом производится:
- за большой вклад в укрепление отношений дружбы и сотрудничества между РЮО и другими государствами;
- за большой вклад в экономическое, государственно-политическое и культурное развитие РЮО;
- за большие заслуги в укреплении мира и дружественных отношений между народами;
- за особые заслуги в укреплении обороноспособности РЮО.

Орден носится на левой стороне груди и располагается после ордена Почёта (Кады нысан).

## Описание
Орден изготовляется из серебра и представляет собой позолоченную, слегка выпуклую, покрытую белой эмалью восьмиконечную звезду, образуемую пучками тройных расходящихся лучей.
В центре звезды помещен накладной круглый медальон, покрытый тёмно-голубой эмалью с двумя позолоченными перекрещенными сломанными стрелами. Медальон окаймлен позолоченным ободком с изображением рукопожатий.
Размер ордена между противолежащими концами звезды — 46 мм.
Орден при помощи ушка и кольца соединяется с пятиугольной колодкой, обтянутой белой шелковой муаровой лентой шириной 24 мм. Посередине ленты продольная тёмно-голубая полоса шириной 6 мм. Края ленты окантованы золотисто-жёлтыми и красными полосками шириной по 1,5 мм.